# Goenesj Abbasova
Goenesj Abbasova (Wit-Russisch: Гюнэш Абасава, Russisch: Гюнешь Абасова, Azerbeidzjaans: Günəş Abbasova) (Baranavitsjy, 2 september 1979) is een Wit-Russische zangeres. Ze is van Azerbeidzjaanse afkomst.

## Biografie
Abbasova is geboren en getogen in de stad Baraanavitsjy. Ze studeert muziek sinds haar jeugd. Ze was een soliste in het schoolkoor en haar leraar en componist Fyodor Zhilyak hielp haar vocale vaardigheden te ontwikkelen. In 2000 begon Abbasova's muzikale carrière. Datzelfde jaar werd ze uitgenodigd om te werken in het State Youth Variety Theatre van Minsk. Ze studeerde in de studio Syabry van de Wit-Russische volksartiest Anatoliy I. Yarmolenko.
In 2003-2004 werkte ze samen met de groep Krambambulia. Ze nam deel aan de opnames van de videoclip voor het nummer I love van het album Karali rayonu. Ze nam ook vier nummers op voor het album Radio Krambambulya 0.33 FM.
In 2005 nam ze deel aan Slavische bazaar in Vitebsk. In 2006 bracht ze haar eerste soloalbum uit. Later dat jaar nam ze deel aan het Wit-Russische tv-programma Pesnya goda. In het programma wordt gezocht naar het lied van het jaar. Ze wist het programma te winnen met het lied Doch' vostoka.

### Eurofest
Tussen 2005 en 2012 nam Abbasova vijf keer deel aan EuroFest, de Wit-Russische preselectie voor het Eurovisiesongfestival. Bij haar eerste deelname in 2005 werd ze uitgeschakeld in de eerste ronde. In 2006 nam ze deel met Connect the hearts. Ook ditmaal stootte ze niet door naar de finale. Twee jaar later, in 2008, nam Abbasova opnieuw deel. Ditmaal mocht Abbasova door naar de superfinale met het lied I can't live without you. Ze wist echter opnieuw niet te winnen. Ook in 2009 kwam ze dicht bij eindwinst, maar lukte het net niet. Na een onderbreking van twee jaar nam Abbasova in 2012 opnieuw deel aan EuroFest. Net zoals bij haar vorige pogingen kwam ze dicht bij winst, maar mocht uiteindelijk niet naar het Eurovisiesongfestival.

### Türkvizyonsongfestival
Na verschillende pogingen om naar het Eurovisiesongfestival te trekken, werd Abbasova in 2013 door de Wit-Russische omroep BTRC uitgekozen om Wit-Rusland te vertegenwoordigen op het eerste Türkvizyonsongfestival in 2013. Dit festival is de Turkse variant van het Eurovisiesongfestival. Abbasova nam deel met het Turkse lied Son hatıralar. In Eskişehir overleefde ze de halve finale en in de finale eindigde ze uiteindelijk tweede met 205 punten, 5 minder dan winnaar Azerbeidzjan. Dit is tot op heden nog altijd het beste Wit-Russische resultaat op het festival.
Na haar deelname aan het festival spoorde ze verschillende andere artiesten aan om deel te nemen aan het festival. Ze zorgde ervoor dat Wit-Rusland terugkeerde naar het festival in 2015 en dat andere landen en gebieden zouden deelnemen. Tijdens de edities van 2015 en 2020 zetelde ze ook als jurylid namens Wit-Rusland. In 2020 was ze zelfs voorzitter van de jury.

### Na het Türkvizyonsongfestival
In 2014 werd Abbasova door het tijdschrift XXL opgenomen in de lijst met de 50 meest stijlvolle vrouwen in Wit-Rusland.

## Privé
In 2013 ontmoette Abbasova via social media de Turkse voetballer en coach Gökhan Cingöz. Het paar trouwde een jaar later in Istanboel. Sinds haar huwelijk wordt ze soms ook aangesproken als Goenesj Cingöz. Het echtpaar woont sindsdien in Minsk. In augustus 2015 werd hun zoon Gekdeniz geboren.

## Discografie
- Doch' vostoka (2006)
- Khabibi (2008)

2013: Goenesj Abbasova · 
2015: Aleksandra Kazımova · 
2020: Svetlana Agarval